# Animateur de l'architecture et du patrimoine
Un animateur de l'architecture et du patrimoine (au féminin animatrice de l'architecture et du patrimoine) est un professionnel de la médiation culturelle et de l'interprétation patrimoniale qui œuvre en France dans un territoire porteur du label Ville ou Pays d'art et d'histoire. Il est chargé de la mise en œuvre et de l'animation du projet culturel défini pour ce territoire.

## Définition
L'animateur de l'architecture et du patrimoine (AAP) est recruté sur concours par la structure porteuse du label. Le concours comprend des épreuves écrites et orales, et est ouvert spécifiquement par la structure recruteuse en cas d'obtention du label ou de vacance du poste.
L'AAP travaille dans un Centre d'interprétation de l'architecture et du patrimoine, quand il existe. Il collabore généralement avec des guides conférenciers.
Le poste d'animateur de l'architecture et du patrimoine a porté plusieurs noms au fil de l'histoire du label VPAH : conférencier-animateur en 1985, animateur du patrimoine en 1989, animateur de l'architecture et du patrimoine en 2005 et désormais, de plus en plus, « chef de projet » Ville ou Pays d'art et d'histoire.